# Ichnites
Ichnites é um icnogenus da pegada de dinossauro.
As maiores pegadas de dinossauros conhecidas, pertencentes a saurópodes e datando do início do Cretáceo, foram encontradas ao norte de Broome, na península de Dampier, na Austrália Ocidental, com algumas pegadas medindo 1,7 m.